# Eloy Gutiérrez Menoyo
Eloy Gutiérrez Menoyo (Madrid, 8 dicembre 1934 – L'Avana, 26 ottobre 2012) è stato un rivoluzionario e guerrigliero spagnolo naturalizzato cubano.

## Biografia
Gutiérrez Menoyo proveniva da una famiglia spagnola che era stata attiva durante la Guerra civile spagnola, ed era emigrato con la sua famiglia a Cuba dopo la vittoria delle forze nazionaliste del generale Francisco Franco.  
Guidò il secondo fronte nazionale della guerriglia sui monti Escambray durante la rivoluzione cubana contro il dittatore Fulgencio Batista. In seguito divenne un oppositore del governo filo-sovietico di Fidel Castro e fu costretto ad andare in esilio a Miami in Florida. Nel 2003 fece ritorno a Cuba stabilendosi nella capitale L'Avana dove rimase per il resto della sua vita un "oppositore tollerato". Negli anni sessanta aveva contribuito alla formazione del gruppo anticastrista Alpha 66 il cui fondatore fu Antonio Veciana.